# ギガンテウスオオツノジカ
ギガンテウスオオツノジカ（Megaloceros giganteus）は、200万年前 - 7,700年前（新生代第三紀鮮新世後期 - 第四紀完新世）のユーラシア大陸北部に生息していた大型のシカの化石種であり、ケナガマンモスやケブカサイやステップバイソンなどと並んでユーラシア大陸の氷期を代表するメガファウナの一種として知られる。

## 分類
化石が多く産出してきたアイルランドに因んだ英名から「アイリッシュエルク（Irish Elk）」や「アイルランドオオツノジカ」とも呼ばれる。巨大な角の後枝を持つのが特徴で、学名は「巨大な枝角」を意味する。アイルランドでは「エルク」と呼ばれる現生のヘラジカも大型の角を持ち本種もヘラジカを思わせる英名を持つが、両者の分類学上の類縁は遠い。
メガロケロス属は分類的には（アメリカ合衆国での「エルク」である）アカシカに近いという説もあるが、一方でダマジカ属の姉妹群に該当するという説も存在する。
なお、日本語において同様に「オオツノジカ（巨角鹿）」と呼称されているものの、アジアで発掘されるヤベオオツノジカ（Sinomegaceros yabei）、ハレボネオオツノシカ（Sinomegaceros pachyosteus）、オルドスオオツノシカ（Sinomegaceros  ordosianus）、フラベラトゥスオオツノシカ（Sinomegaceros flabellatus）などはシノメガケロス属に属する別属・別種である。一方で、ヤベオオツノジカと共に岩手県一関市の花泉遺跡から報告されている鮮新世のキンリュウオオツノジカ（M. kinryuensis）は本種と同じくメガロケロス属に分類されている

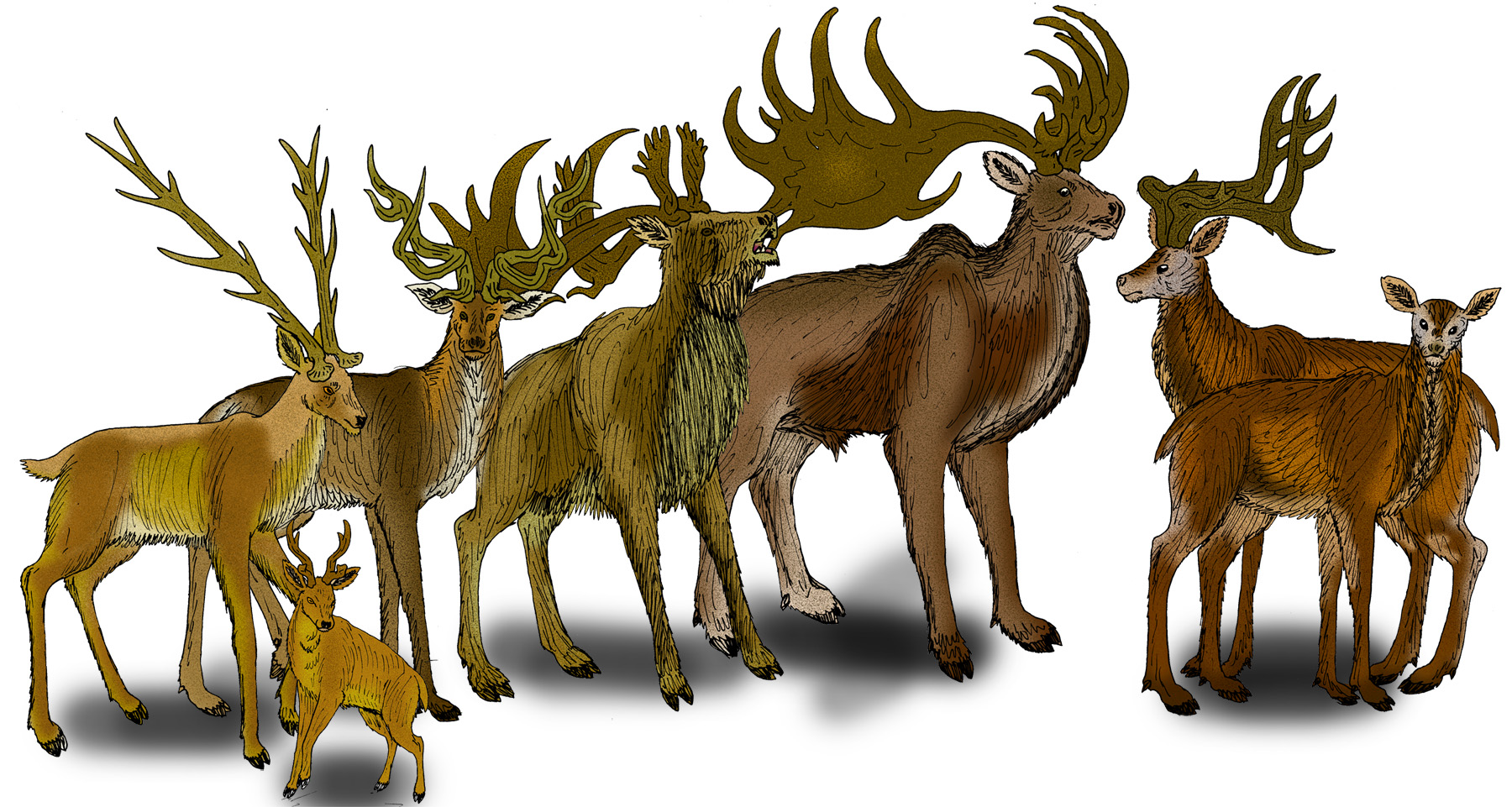
オオツノジカ族（Megacerini）の例[14]。本種を含むメガロケロス属とシノメガケロス属とプラエメガケロス属（英語版）の種が描かれている。
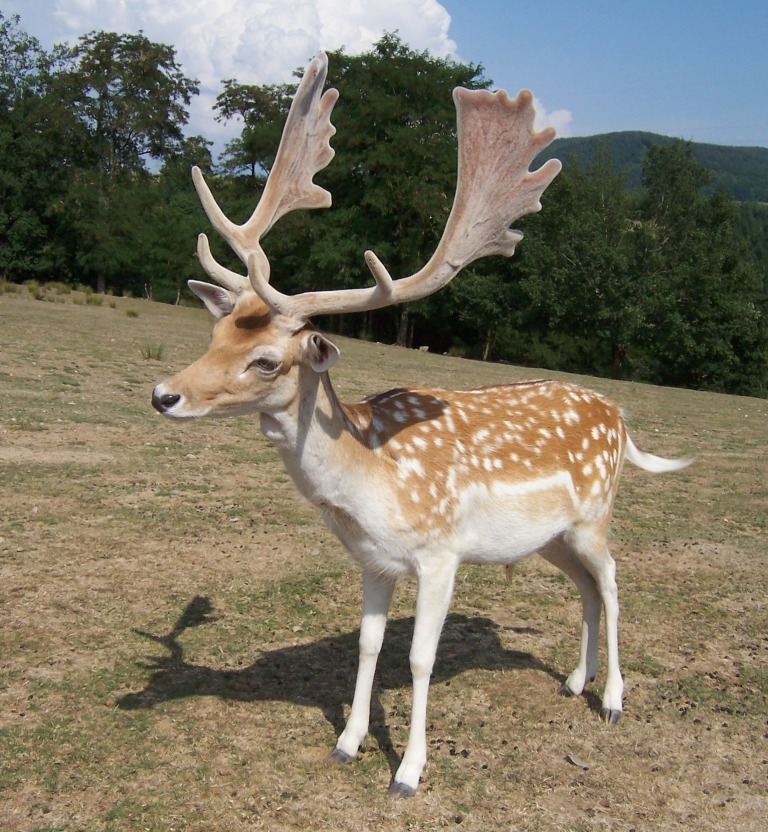
現生種ではギガンテウスオオツノジカとの強い近縁性が指摘されているダマジカ。

## 概要

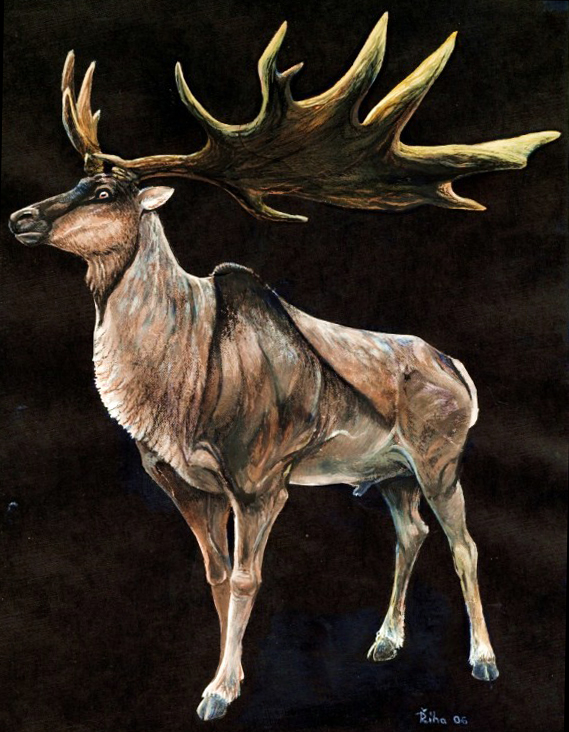
ギガンテウスオオツノジカの生体復元想像図。

コニャック洞窟の洞窟壁画に描かれた本種の雌雄。

最大のものでは肩高約2.1メートル、体長3.2メートル、体重700キログラム以上に達した現生のヘラジカに匹敵する大型のシカであり、その名の通り巨大な角を持つ。この角は性淘汰によって大型化したことが示唆されており、差し渡しは最大3.6メートル以上、重量は40キログラムを超え、体の大きさこそ地球史上最大のシカであったジャイアントムース（大型のヘラジカの仲間）よりも小柄だったが、角の大きさではギガンテウスオオツノジカが上回っていた。角の役割は繁殖期にオス同士の闘争用の武器だけでなくメスへのアピールポイントになったと思われる。
この角を支えるために体の形態も頑健になり、頭蓋骨、頸椎、首筋から肩にかけての筋肉が非常に発達して筋肉の隆起（こぶ）を形成していた。角は（近縁であるダマジカと同様に）発情期において性的ディスプレイ及び闘争の手段として使われたと思われる。それによって傷を負い、動けなくなって餓死したと思われる個体の化石も発見されている。また、本種は角の大きさによって行動と分布に支障が出ていた可能性があり、角の発達に多くの栄養とくにカルシウムを必要としただけでなく、森林での行動が抑制されるため、主な生息環境は開けた森林地帯と草原が混在する地域だったと思われる。マンモス・ステップなどの氷河期のマンモス動物群の生息環境は一般的に乾燥しており、水分の蒸発が活発であったことが植生が土壌のカルシウムを摂取しやすい条件が整っており、本種やジャイアントバイソンやコロンビアマンモスなどの角や象牙が発達した一因であったと思われる。
また、フランスのコニャック洞窟などに遺された洞窟壁画の描写から黒いリング状の模様が首回りに、縞模様が首から腹部にかけて存在した可能性がある。これらの模様以外に目立った体色の特徴はなく、毛並みは比較的に明るい色だったことが示唆されている。当時のマンモス・ステップは気候が寒冷でありながらも緯度の関係から日差しが強く、草原を素早く駆ける動物にとっては濃い毛色は日差しと運動による体温の過剰な上昇を招くために不利な要素となり得たと思われる。
ヨーロッパから中央アジアの北部を中心に分布し、氷河周辺の草地や疎林、マンモス・ステップなどで暮らして草や葉を中心的な餌としていたと思われる。一方で後期更新世のアイルランド以外からの化石の出土は決して多くなく、アイルランドの泥炭地帯から多数の化石と保存状態のよい標本の大部分が発見されている。これは当時のアイルランドの（氷河融解による多数の湖沼の形成という）環境条件が影響していると思われる。化石は各地の洞窟からも発見されており、ホラアナハイエナのような捕食動物によって洞窟に運ばれた痕跡とも考えられている。巨大な角の生育には大量のカルシウムを必要とするため、たとえばヤナギのような餌を好んでいたことが推測される。アイルランドから発掘されてきた約1万年前の標本も独り立ちした以降のオスの成獣が多く、湖などの水辺の周辺での発見が顕著だったことも水辺に生えるヤナギを優先的に摂取いていた可能性の証拠であると指摘される場合もある。

## 人間との関わり

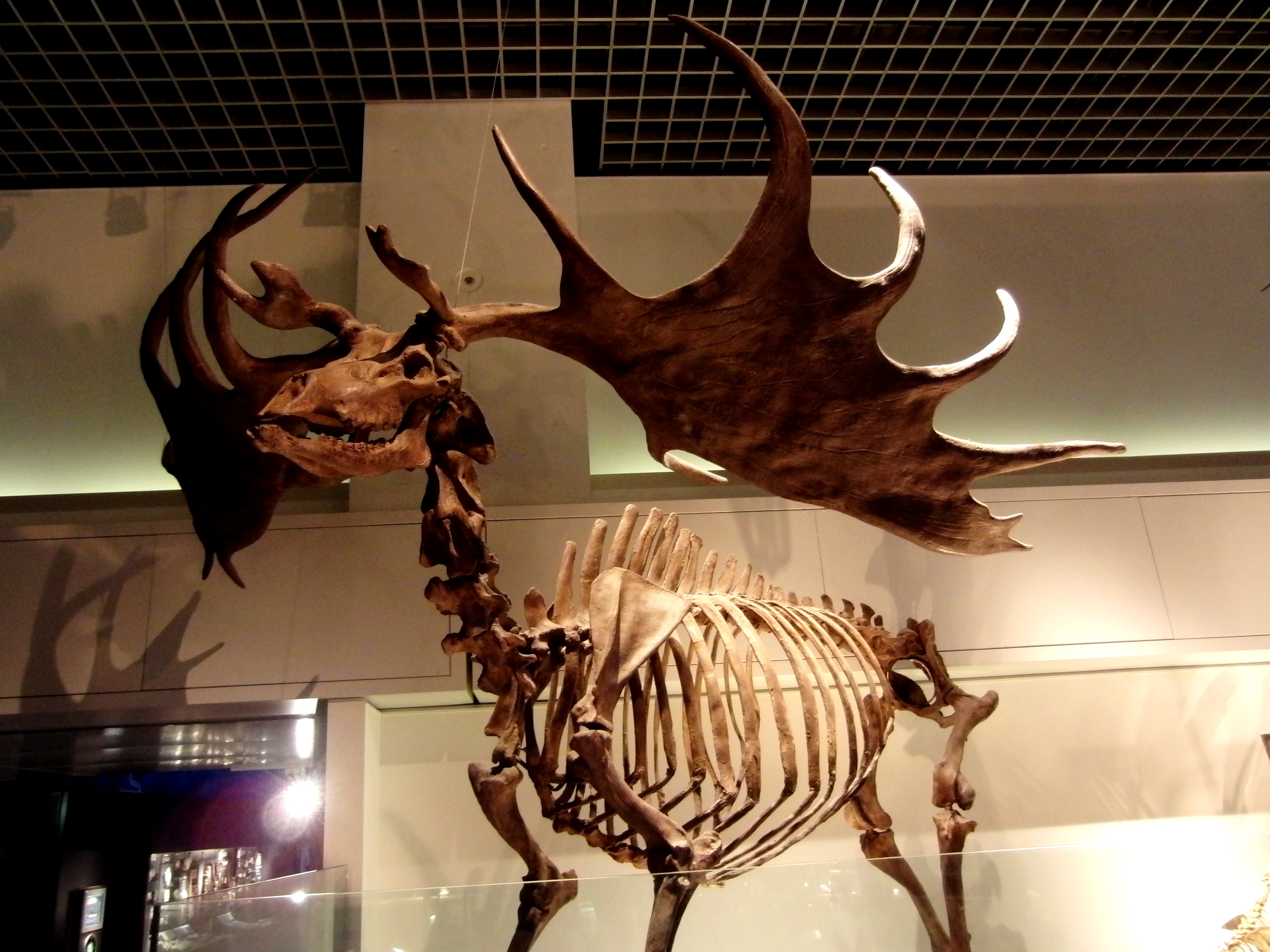
ギガンテウスオオツノジカの骨格標本（国立科学博物館）。

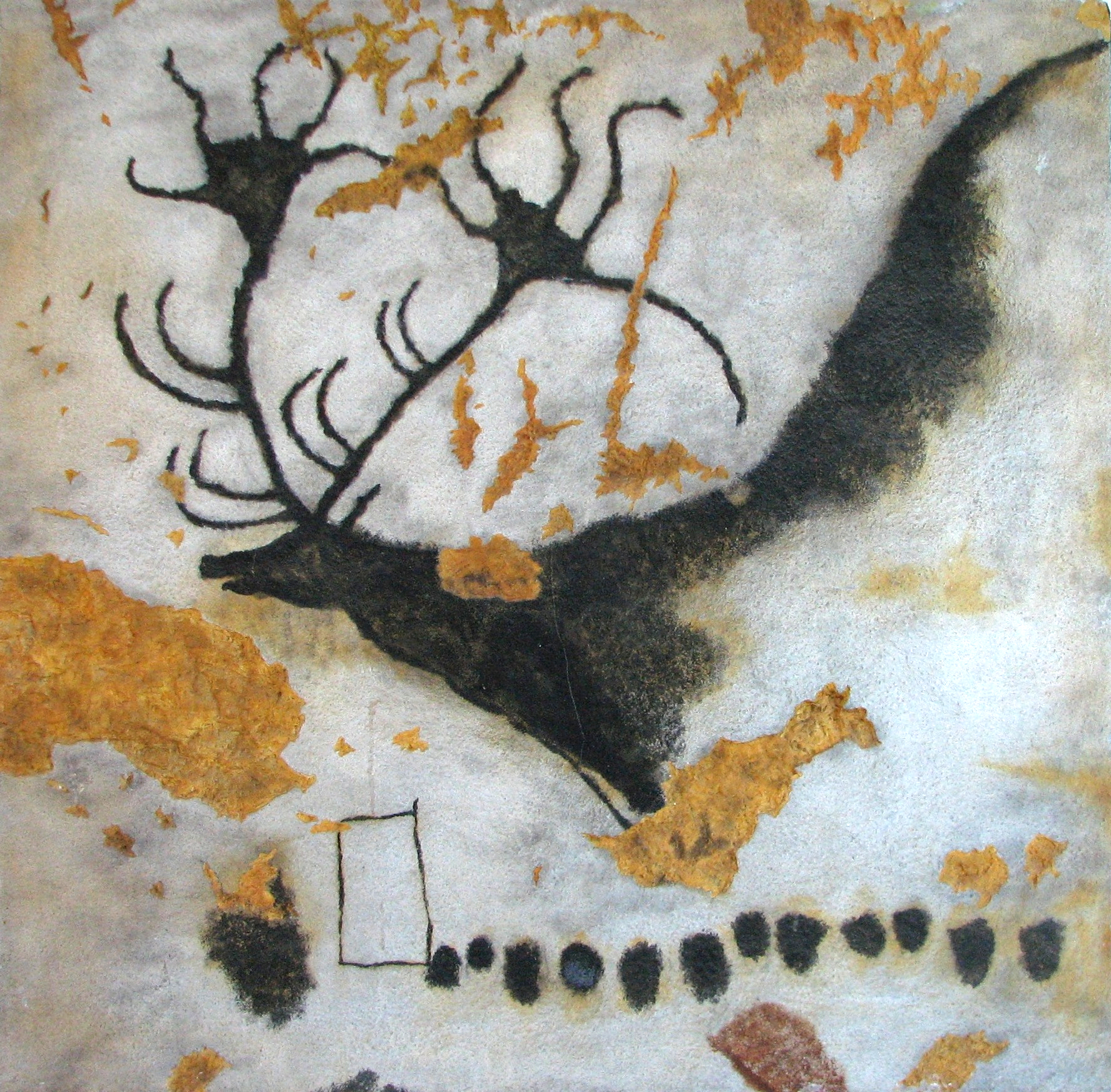
ラスコー洞窟に存在するギガンテウスオオツノジカを描いた洞窟壁画。

フランスのラスコー洞窟などの旧石器時代の洞窟壁画に本種の姿が描かれており、おそらく人類の狩猟の対象になったと思われる。
本種が完新世まで生息していた可能性はマン島からの化石などによって示唆されていたが、2004年にシベリアの地層から発掘されたギガンテウスオオツノジカの化石が約7,700年前の中期完新世のものと特定され、それまでの仮定であった絶滅の時期が数千年単位で更新され、後期更新世や完新世初頭に多くが絶滅した大部分のマンモス動物群とは異なり、本種はステップバイソンと共に中期完新世まで生存したメガファウナの一角であった。
一方で、定向進化説の観点から、その巨大な角が多くの栄養を必要とするため、後期更新世から完新世にかけての最終氷期によって気候と植生が変動したことによって森林が減少したり、対照的に完新世に入って温暖化を迎えた上での再度の植生の変化と、定向進化説においては本種の角の大きさと角の育成に必要とする栄養の量などが（ジャイアントバイソンの体と角の大きさやコロンビアマンモスなどの象牙などと同様に）過剰・過負荷気味になったことが絶滅の要因になったとする意見も存在する。
しかし、上記の通り本種の最終的な絶滅は中期完新世であり、「第四紀の大量絶滅」においてはそれまでの複数の気候変動を乗り越えてきたメガファウナなどが多く絶滅しているため（本種の場合も計4度の間氷期を生き延びてきた）、気候変動が本種の減少や地域絶滅を引き起こしたものの、大量絶滅の最終的な要因としての人類の影響は大きかったと思われる。ウラル山脈や西シベリアなどに生息していた最後の個体群も、ウラル山脈の麓に分布していた頃は比較的に人類からの狩猟圧から守られていたが、気候変動による植生の変化によってこれらの個体が平野部に移動したことで分布を拡散させてきた人類との接触の機会が増加し、これまでに幾度もの気候変動を経て生存してきた本種も、個体数の全体的な減少と環境の変化の中での人為的な圧力には耐えられなかったことが示唆されている。
なお、『ニーベルンゲンの歌』に見られる「Shelch」という動物とギガンテウスオオツノジカを関連付ける者もおり、紀元前700年から紀元前500年ごろまで少数がスティリア地方や黒海付近に生息していたとする説もある。

## 関連画像

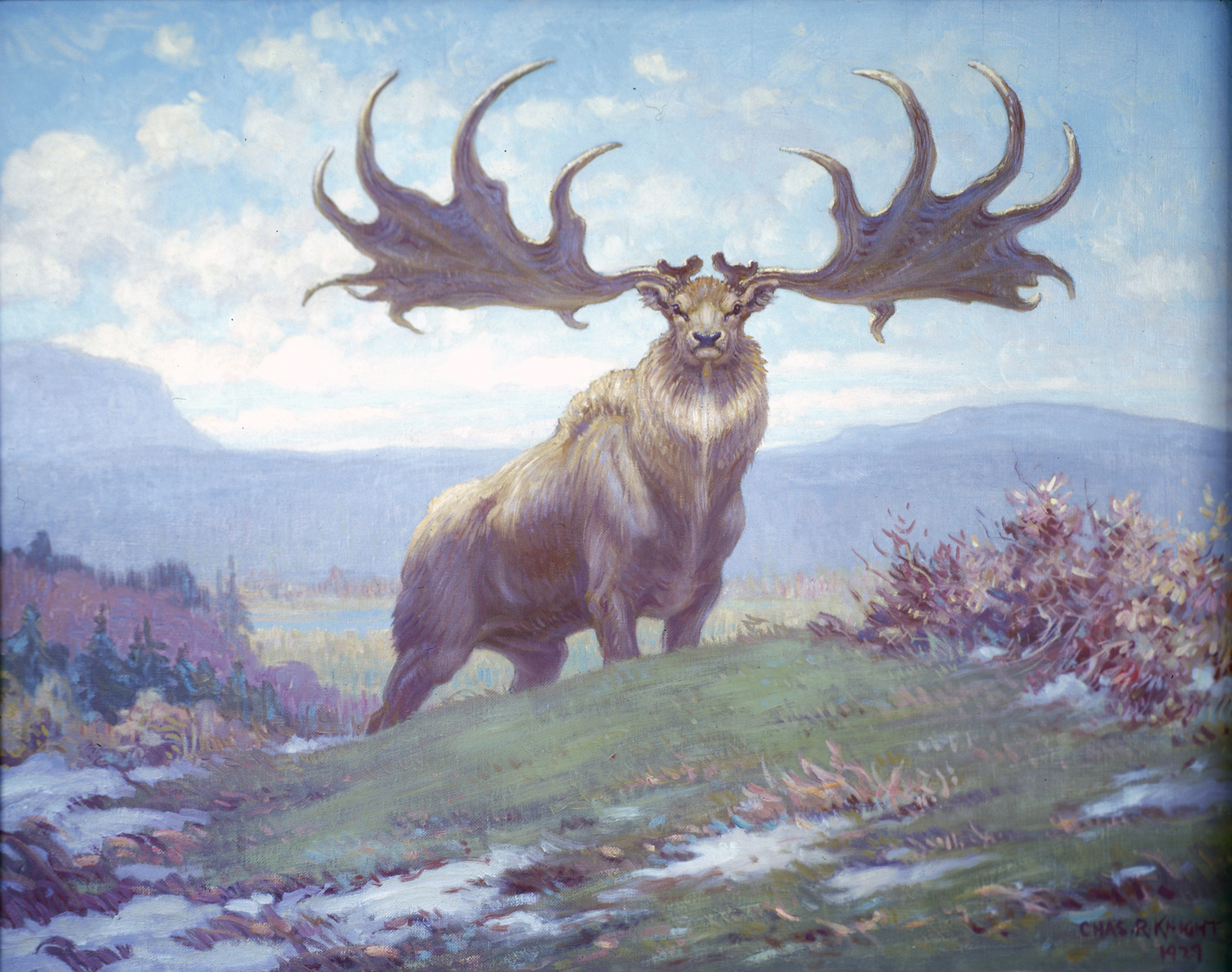
チャールズ・ロバート・ナイト（英語版）によるギガンテウスオオツノジカの復元想像図。
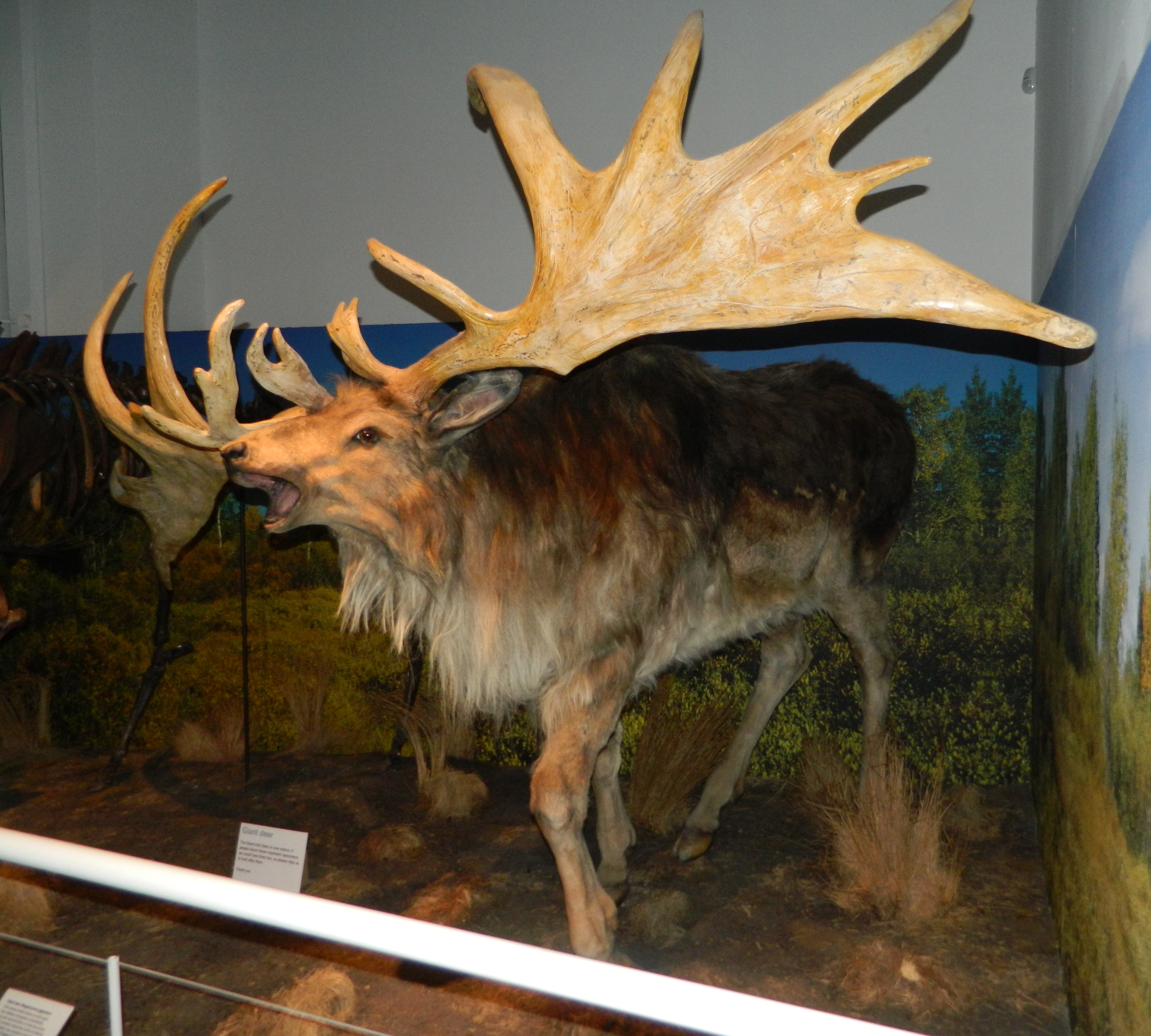
イギリスのアルスター博物館に展示されている復元想像模型。
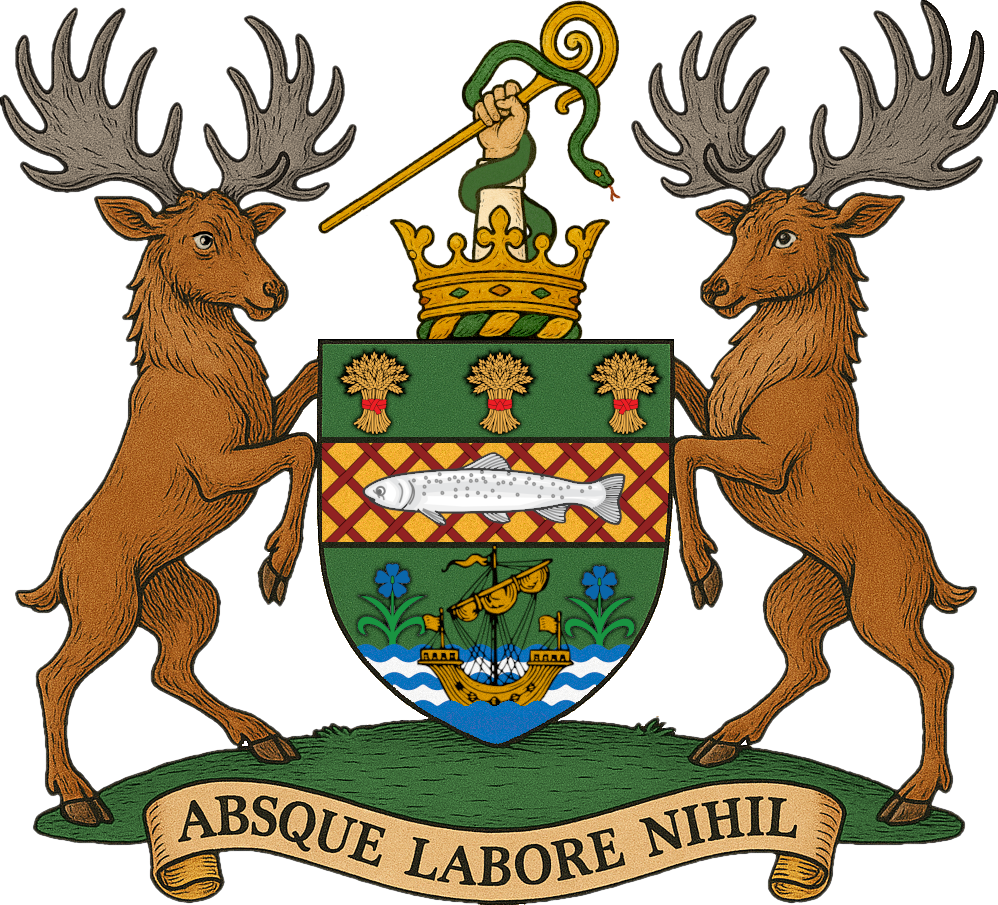
北アイルランド（イギリス）のダウン県の紋章に用いられているギガンテウスオオツノジカ。
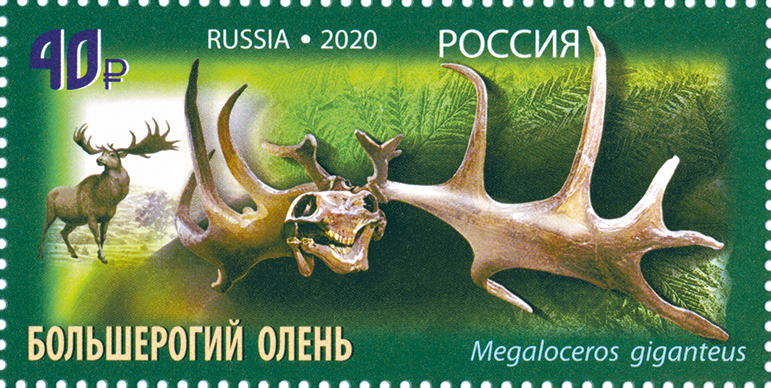
ロシアの切手に印刷されたギガンテウスオオツノジカ。